# Odoú
Odoú är en ort i Cypern.   Den ligger i distriktet Eparchía Lárnakas, i den centrala delen av landet, 40 km sydväst om huvudstaden Nicosia. Odoú ligger 752 meter över havet och antalet invånare är 163. Den ligger på ön Cypern.
Terrängen runt Odoú är kuperad. Trakten runt Odoú är glesbefolkad, med 9 invånare per kvadratkilometer. Närmaste större samhälle är Germasógeia, 19,2 km söder om Odoú. Trakten runt Odoú är i huvudsak ett öppet busklandskap.